# Метопозавры
Метопозавр (лат. Metoposaurus – «передний ящер») — вымерший род стереоспондильных темноспондильных амфибий, известных из позднего триаса Германии, Италии, Польши и Португалии. Это в основном водное животное обладало маленькими, слабыми конечностями, острыми зубами и большой плоской головой. Данное сильно приплюснутое существо в основном питалось рыбой, которую он ловил своими широкими челюстями с игольчатыми зубами. Метопозавр вырастал до 3 м (10 футов) в длину и весил около 450 кг (1000 фунтов). Многие метопозавры были обнаружены в массовых захоронениях, вероятно, они собирались вместе в высохших лужах во время засух.

## Описание

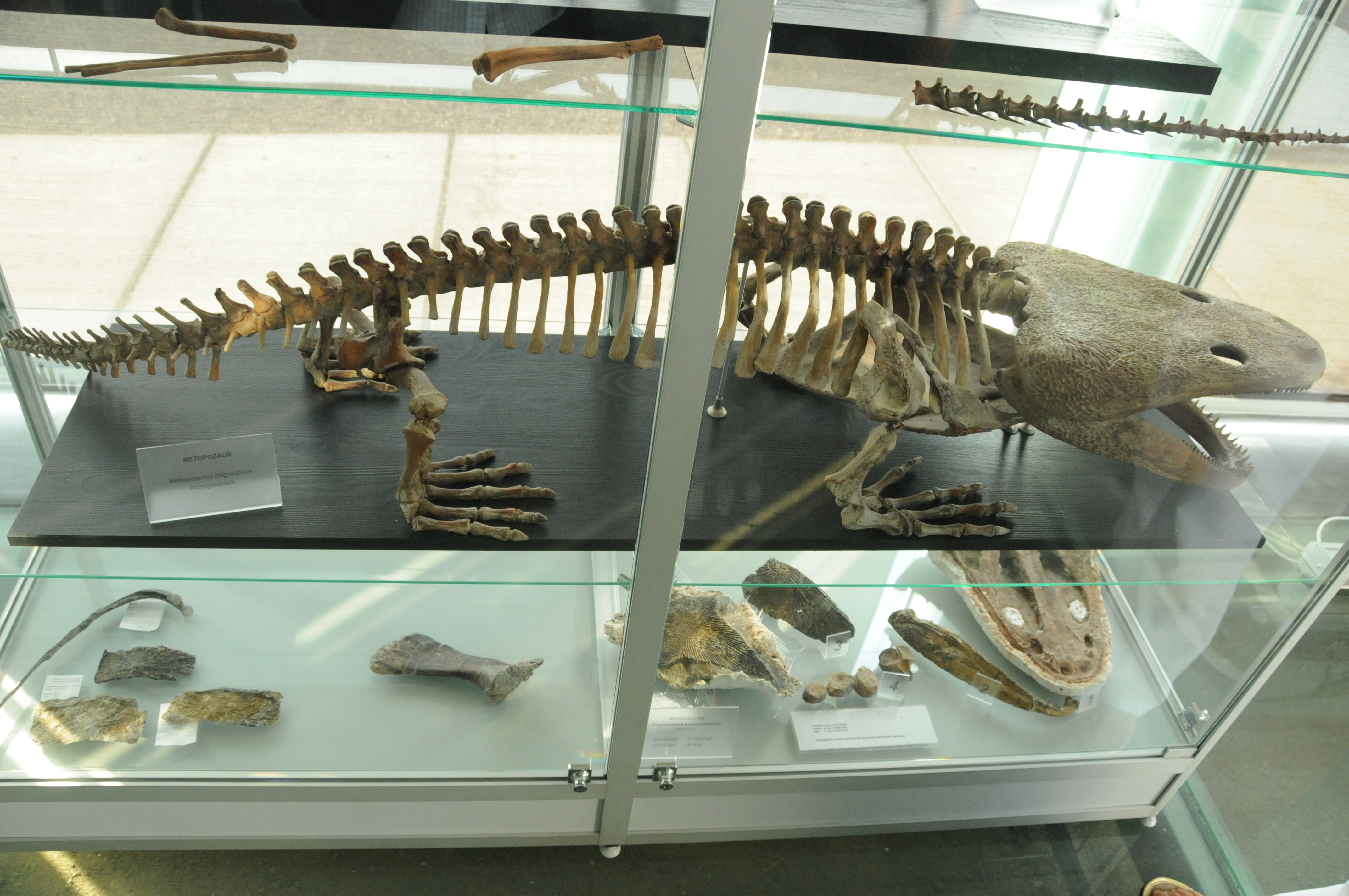
Скелет метопозавра

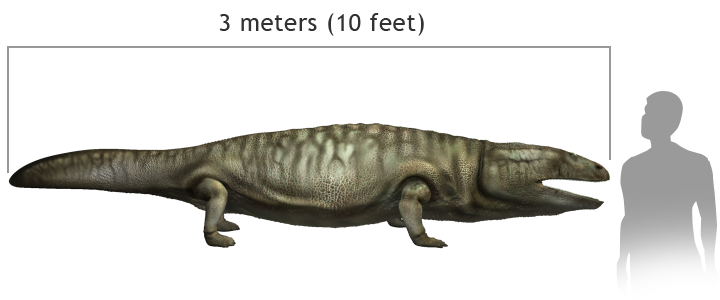
Сравнение размеров с человеком

### Череп

#### Слёзный
Слезная кость контактирует с носовой медиально, с верхней челюстью латерально, с префронтальной костью сзади медиально и с скуловой костью сзади. Таксономия метопозавров была основана на положении слезной кости , и были опубликованы разные мнения. По фотографии, опубликованной Hunt (1993), отмечается, что слезная железа входит в глазницу, вопреки предыдущей находке Fraas (1889).  По словам Лукаса, тщательное изучение черепа и других черепов метопозавров не подтверждает это утверждение, и было отмечено, что неверная идентификация, возможно, была связана с плохой сохранностью окаменелости. В 2007 году Сулей отметил, что вариабельность положения слезной железы достаточно мала, чтобы ее можно было использовать для филогенетического анализа, но с осторожностью.

#### Теменная
Исследование, проведенное Sulej (2007), показывает, что теменная кость контактирует с лобной спереди, заднелобной — переднебоковой, надвисочной — латерально и затеменной — сзади. Шишковидное отверстие находится в задней области теменной кости. Интересной особенностью, отмеченной Сулей при исследовании черепа Metoposaurus diagnosticus krasiejowensis, является то, что он имеет более короткую препинеальную область теменной кости, чем у Metoposaurus diagnosticus diagnosticus, и угол расширения шва, отделяющего теменную кость от надвисочной, имеет более низкое значение.

#### Верхняя челюсть

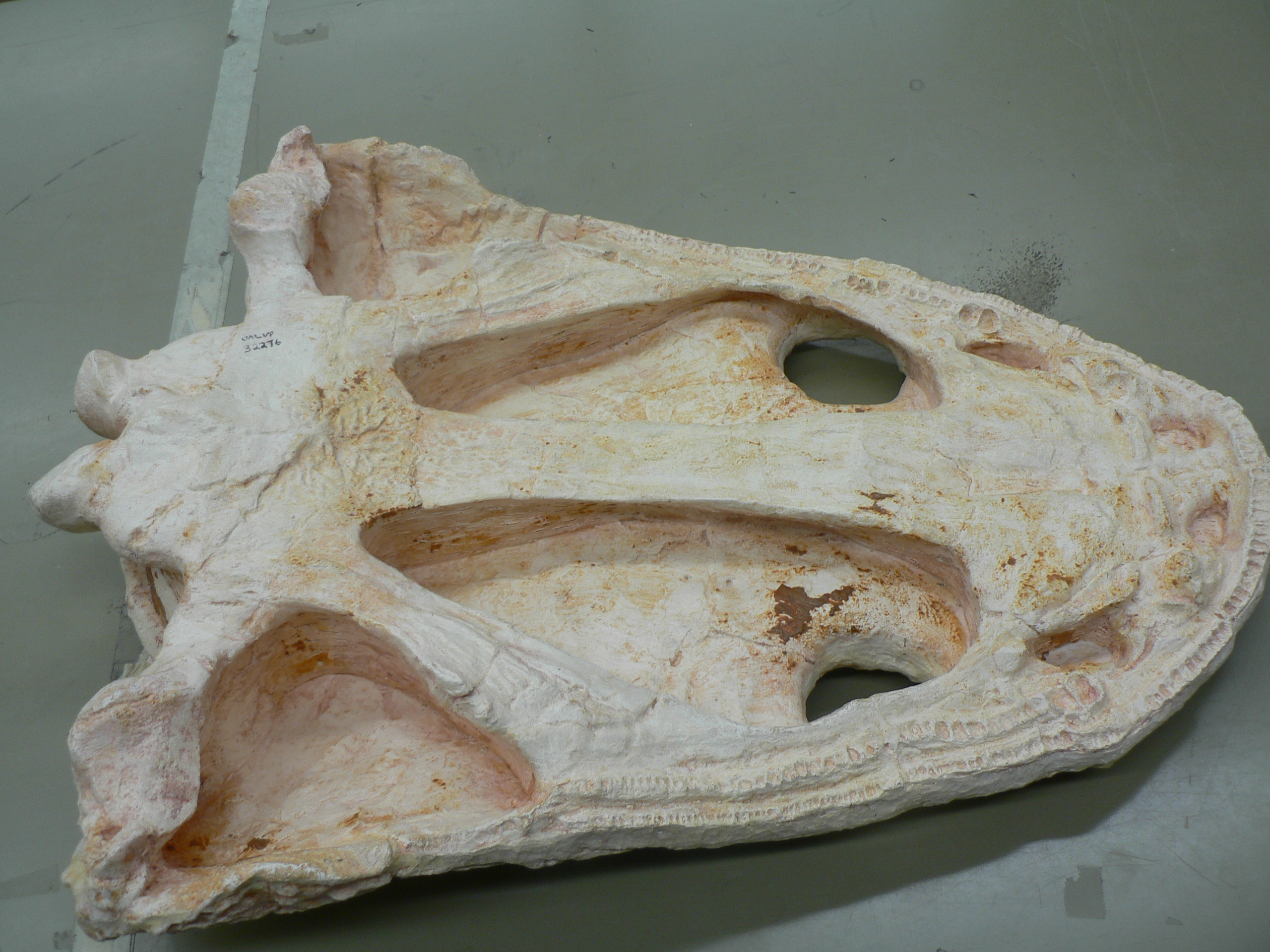
нижняя часть черепа

Верхняя челюсть образует большой, полностью лишенный зубов выступ с 83–107 зубами. Первые зубы крупные, а дальше сзади размер зубов заметно уменьшается. С вентральной стороны верхняя челюсть контактирует с эктоптеригоидом, нёбной костью и сошником. В области хоан верхняя челюсть слегка расширяется медиально с небной стороны, где она граничит с хоаной. Край хоаны изменчив. У большинства черепов он слабо выражен и округлен, но в единичных случаях более цельный и резко очерченный.

### Позвоночный столб

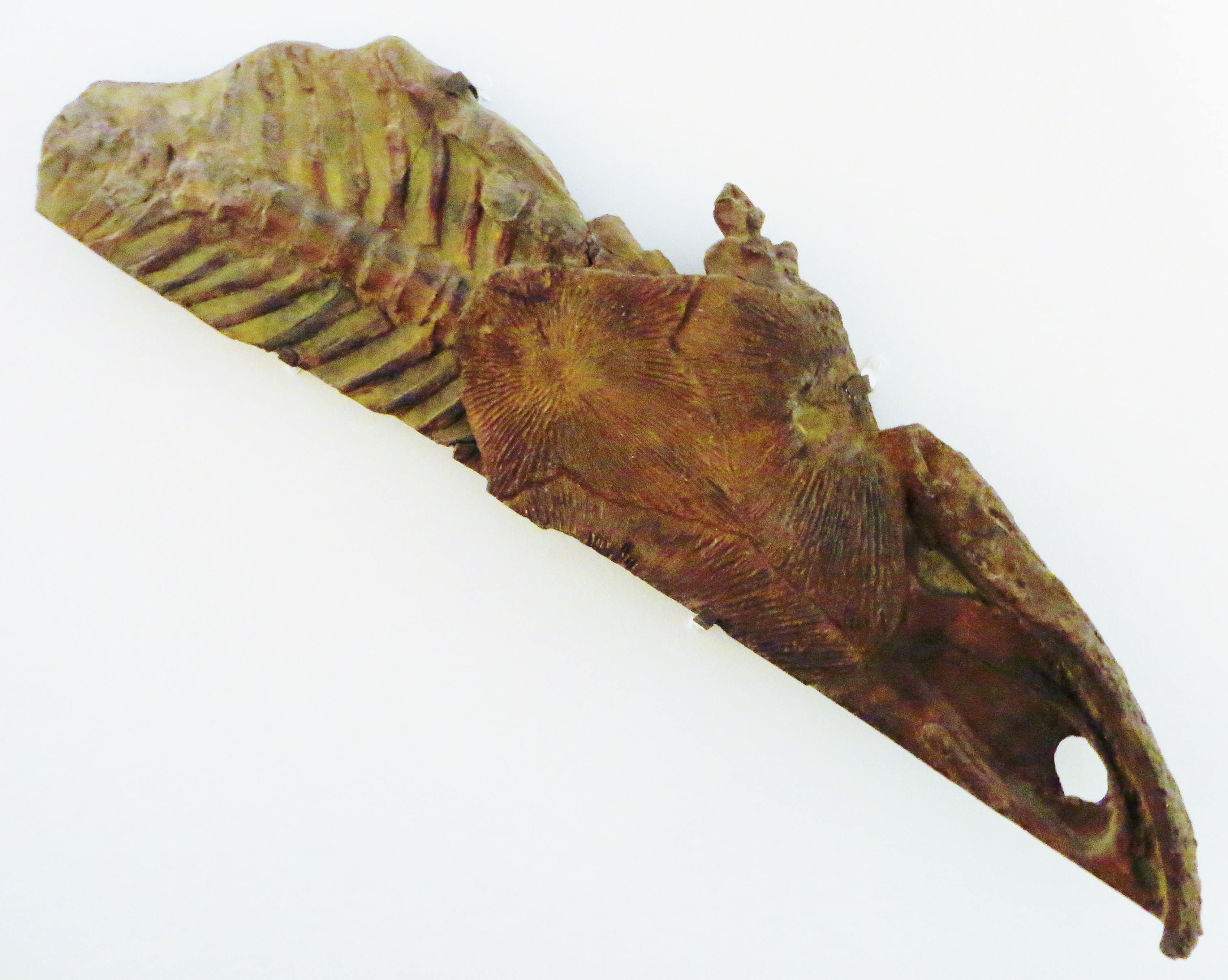
Половина скелета M. Diagnosticus с позвонками и ребрами

По данным Sulej (2007), интерцентры шейного и грудного позвонков полностью окостенели. Плевроцентры не сохранились, и не обнаружено никаких доказательств того, что они присутствовали в виде хрящей. Атлас, ось, третий и четвертый шейные позвонки характерны и сходны с таковыми у других стереоспондилов. Морфология атланта, оси, а также третьего и четвертого позвонков предполагает, что шея метопозавра была относительно гибка. Интерцентры области контакта позвоночника с плечевым поясом плоские спереди и сзади. Невральные дуги имеют почти вертикально поставленные презигапофизы (см. постшейные позвонки). Это говорит о том, что в этой области боковые изгибы позвоночного столба были очень ограничены. Вероятно, он был связан через сочленение позвоночного столба с плечевым поясом. Жесткость позвоночника метопозавра в области соприкосновения конечностей, по-видимому, была необходима для плавания. Он также описывает, что у Metoposaurus diagnosticus krasiejowensis, парапофизы укорачиваются сзади, как и у плагиозавридов. Интерцентры спинных и крестцовых позвонков полностью окостенели и образуют довольно короткие диски, не связанные с невральными дугами. В спинно-крестцовом отделе они имеют переднюю и заднюю поверхности вогнутые или заднюю поверхность почти плоскую. Это состояние напоминает таковое в туловище плезиозавров и отчасти ихтиозавров, что подтверждает водный образ жизни.

## Открытие и виды

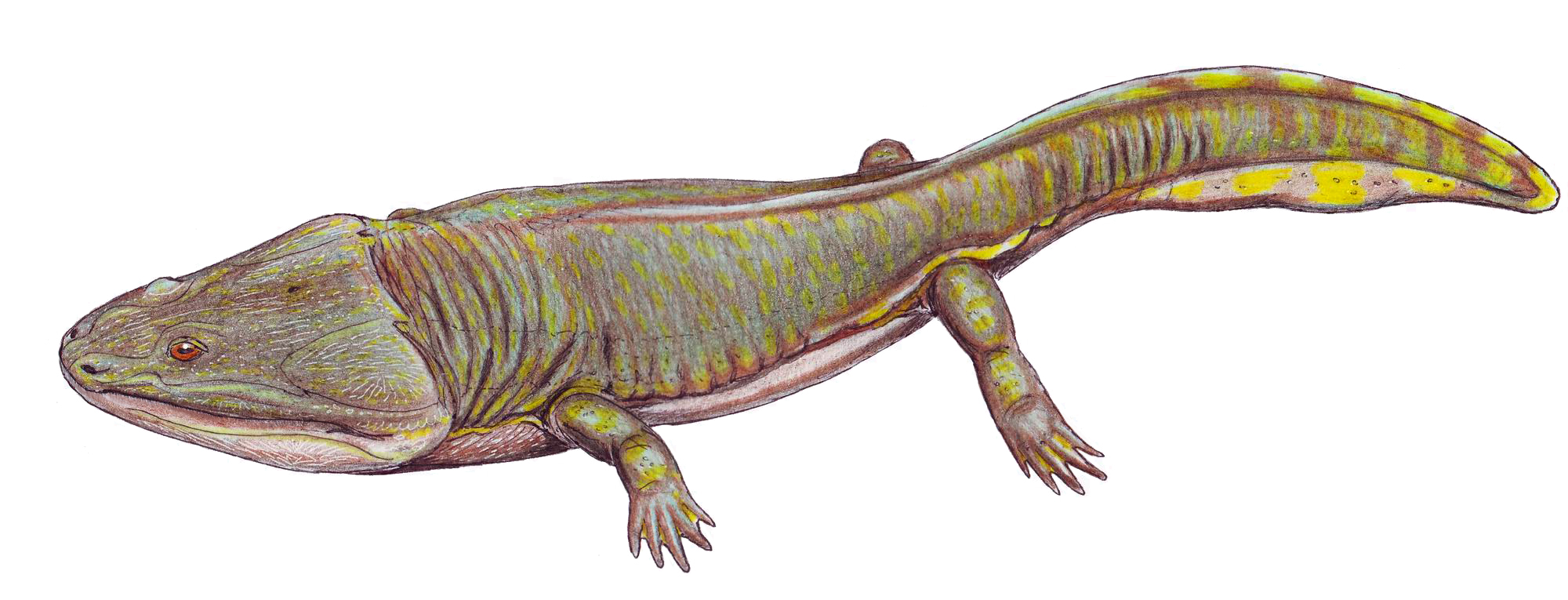
Реконструкция Metoposaurus krasiejowensis

### Открытие
Самое раннее упоминание о Metoposauridae относится к 1842 году, когда фон Мейер описал дорсальный вид крыши черепа лабиринтодонта из Койпера Шильфсандштейна из Фейербахера Хайде недалеко от Штутгарта . Позже Мейер предпринял попытку реконструкции того же образца и назвал его Metopias diagnosticus. Однако позже Лидеккер переименовал этот вид в Metoposaurus diagnosticus в 1890 году, потому что название Metopias уже использовалось.

### Виды
В зависимости от положения слезной железы в черепе Metoposauridae делятся на две линии. К группе слезных органов, расположенных снаружи глазницы , относятся Buettnererpeton bakeri, Dutuitosaurus ouazzoui, Arganasaurus lyazidi и Apachesaurus gregorii. У них наблюдается тенденция к уменьшению глубины ушной вырезки и уменьшению размеров тела. Metoposaurus diagnosticus, Metoposaurus diagnosticus krasiejowensis и Panthasaurus maleriensis попадают в категорию слезных, образующих край орбиты.
- Metoposaurus diagnosticus (Мейер, 1842 г.)

Окаменелости были обнаружены среди других мест в формации Gres à Avicula contorta во Франции, формации Weser в Германии и формации Raibl в Италии. У этого вида передняя вершина слезной кости ближе к ноздрям, чем вершина префронтальной; interclavicle с задней частью длиннее, чем у Panthasaurus maleriensis.  Metoposaurus Diagnosticus Diagnosticus обитал в западной части Германского бассейна , по крайней мере, от Шильфсандштайна до осадконакопления слоев Лерберг.
- Metoposaurus krasiejowensis (Сулей, 2002 г.)

Окаменелости были обнаружены в формации Дравно Гладс в Польше. Вид имеет очень короткую промежностную часть теменного с высокой величиной угла раскрытия швов, частично отделяющихся от надвисочного (среднее значение угла 21,81). Некоторые черепа имеют большое квадратное отверстие и маленькое околоквадратичное отверстие.  Его предполагаемая длина черепа составляла до 47,5 см.
- Metoposaurus algarvensis (Brusatte et al. 2015)

Из позднетриасовой формации Грес-де-Сильвеш в Алгарве, Португалия. У него более широкий череп, чем у любого другого метопозавра. Он был назван Стивеном Брусаттом , Ричардом Батлером, Октавио Матеусом и Себастьяном Стайером.  Предполагаемая длина нижней челюсти составляла до 65 см.

### Виды, ранее включавшиеся в род
- Metoposaurus maleriensis (Чоудхури, 1965)

Описан из формации Малери в Центральной Индии,  Чакраворти и Сенгупта (2018) переименовали в Panthasaurus maleriensis.
- Metoposaurus azerouali (Дютюит, 1976)[10]

Описан из группы аргана в Марокко. Перенесён в род Arganasaurus Буффой и др. (2019).

### Синонимы иnomina dubia
1. Metoposaurus stuttgartensis: синоним, впервые описан Фраасом (1913) из Keuper Lehbergstufe в Зонненберге, недалеко от Штутгарта. Фраас идентифицировал виды на основе межключицных и левой ключиц, позвонков и фрагментов ребер, которые сейчас находятся в Штутгартском музее[12].
2. Metoposaurus santaecrucis: nomina dubia, был описан Кокеном (1913) на основе частичного черепа, найденного в Хайлигенкройце, и этот образец сейчас находится в Университетском музее Тюбингена[13].
3. Metoposaurus heimi был описан Куном (1932) на основании полного черепа из среднего Кеупера Блазенсандштейна в Верхней Франконии. Образец в настоящее время находится в Музее палеонтологии и исторической геологии в Мюнхене[4].

## География и история
Metoposauridae известны из раннего позднего триаса ( карний ) Кеупера Германии и Австрии. Также поступали неподтвержденные уведомления с Мадагаскара (Dutuit, 1978) и Китая (Yang, 1978). Metoposaurus diagnosticus krasiejoviensis является наиболее многочисленной амфибией из семейства Metoposauridae на участке Красеюв (название вида происходит от места), расположенном на юге Польши.
Среди стереоспондилов метопозавры были одними из последних выживших. Тем не менее, некоторые темнопсондильные известны из юрского периода. Последний стереоспондил — раннемеловой Koolasuchus (семейство Chigutisauridae) из Австралии, где темноспондилы выжили, вероятно, благодаря холодному климату того времени.

## Палеобиология

### Передвижение

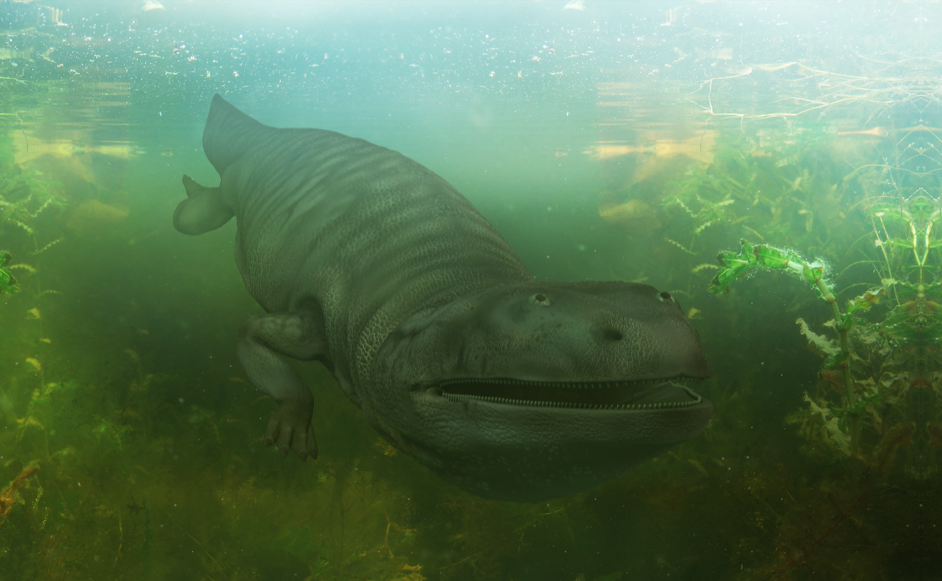
Цифровая реконструкция метопозавра под водой

Изучение позвоночника и сочленений конечностей метопозавра позволяет предположить, что они использовали свои конечности как ласты и плавали, совершая одновременные и симметричные движения конечностями, подобно плезиозаврам. Недавнее исследование, проведенное в Польше, предполагает, что широкая, плоская голова и кости передних конечностей, широкие передние лапы и большой хвост Metoposaurus diagnosticus являются важными характеристиками, которые привели исследователей к выводу, что они плавали в эфемерных озерах в сезон дождей и использовали голову и предплечья, чтобы закапываться под землю, когда начинался сухой сезон. В ходе исследования установлено, что костномозговая область заполнена хорошо развитой трабекулярной костью. Следы роста во всех костях организованы в виде толстых слоев сильно васкуляризированных зон и толстых компактных колец с многочисленными линиями покоя, что может соответствовать благоприятным влажным и неблагоприятным продолжительным засушливым сезонам.

### Естественные враги
Точные естественные враги Metoposaurus неизвестны, но в тех же отложениях были обнаружены хищные фитозавры.